# Jules Paivio
Jules Peter Paivio (29 de abril de 1916 - 4 de septiembre de 2013) fue un arquitecto, profesor y soldado canadiense. Un veterano de la Guerra Civil Española, fue el último superviviente del Batallón Mackenzie-Papineau.

## Primeros años y familia
Paivio nació cerca de Port Arthur, Ontario, y se crio en la cercana Sudbury por sus padres finlandeses. Su padre Aku Päiviö era un periodista canadiense finlandés, poeta y socialista. El hermano de Päiviö, Allan Paivio es profesor emérito de psicología en la Universidad de Western Ontario. Es conocido por su teoría de doble codificación.

## Guerra Civil Española
Paivio dejó Canadá a la edad de 19 para luchar en la Guerra Civil Española. Fue capturado durante la guerra, se salvó de la ejecución por un oficial italiano, y fue colocado en un campo de prisioneros de guerra. Paivio fue el último superviviente veterano canadiense de la Guerra Civil Española, y en 2012 fue honrado por el gobierno español al ser otorgado la ciudadanía honoraria.

## Segunda Guerra Mundial
Durante la Segunda Guerra Mundial, Paivio entrenó soldados en la lectura de mapas y topografía.

## Muerte
Jules Paivio murió el 4 de septiembre de 2013, a la edad de 97.